# 和泉市立石尾中学校
和泉市立石尾中学校（いずみしりつ いしおちゅうがっこう）は、大阪府和泉市にある公立中学校。

## 概要
市中部の石尾山と呼ばれる丘陵上に位置し、旧 北松尾村（寺田町を除く）および南池田村（万町の一部のみ）の旧村部と、トリヴェール和泉の一部・のぞみ野・緑ヶ丘などの新興住宅地を校区としている。1961年に従来の和泉市立の3中学校を統合して設立された。

## 沿革
- 1961年 - 北池田中学校（旧）・南池田中学校（旧）・北松尾中学校の3校を統合し、和泉市立第二中学校として設立。当初は従来の3校の校舎を分校として授業をおこなう。
- 1962年 - 和泉市立石尾中学校に改称。校舎竣工し、現在地に移転統合。
- 1965年 - 大阪府教育委員会より、「国語理解度調査」の指定を受ける。
- 1967年 - 文部省・大阪府教育委員会より、道徳教育の研究校に指定される。
- 1983年 - 和泉市立南池田中学校を分離。
- 1992年 - 和泉市立北池田中学校を分離。コンピュータ室設置。

北池田中学校分離の際、「北松尾中学校」に改称（復活）する案が検討されたが、校名が定着していることや、所在地（和泉市万町）が南池田地区である等の理由から見送られた。

## 通学区域
- 和泉市立北松尾小学校の通学区域。
- 和泉市立緑ヶ丘小学校の通学区域の一部。

## その他
ダンス部が2014年『日本中学校ダンス部選手権』全国大会において準優勝と優秀な成績をおさめた。

## 出身者
- 斉藤祐子
- 田丸麻紀
- 上純一（漫才師サウンドコピー）
- 藤原寛

## 交通
- 南海泉北線 和泉中央駅 南へ約900m。